# 狄龍鎮區 (密蘇里州費爾普斯縣)
狄龍鎮區（英語：Dillon Township）是位於美國密蘇里州費爾普斯縣的一個行政鎮區。

## 地方資料
狄龍鎮區的面積為195.18平方千米，當中陸地面積為193.88平方千米，而水域面積為1.30平方千米。根據2020年美國人口普查的數據，當地共有人口9845人，而人口密度為每平方千米50.44人。